# Xochiquetzal

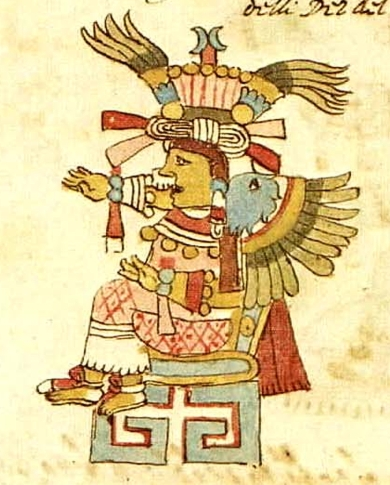
Xochiquetzal

Xochiquetzal, o Ichpuchtli, secondo la mitologia azteca è il nome della dea dei fiori, della fertilità, dei giochi, della danza e dell'agricoltura, oltre che degli artigiani, delle prostitute e delle donne incinte.
Secondo alcuni sposa di Xochipilli, secondo altri ancora sua sorella gemella.